# Médiateur de la République (Mali)
Pour les articles homonymes, voir Médiateur de la République.
Le médiateur de la République est une autorité indépendante malienne instituée par la loi nº 97–022 du 14 mars 1997 et intervenant dans le règlement des litiges entre l’administration et les administrés.

## Liste des médiateurs de la République
- 2009 : M'Bam Djatigui Diarra
- 2002-2009 : Diakité Fatoumata N'Diaye
- 1997–2002 : Demba Diallo